# Самбурзьке нафтогазоконденсатне родовище
Самбурзьке нафтогазоконденсатне родовище — гігантське родовище на півночі Тюменської області (Росія).

## Загальна інформація
Родовище виявлене в 1974 році та належить до Надим-Пур-Тазівської нафтогазоносної області Західносибірської нафтогазоносної провінції.
Поклади вуглеводнів пов'язані із неокомськими відкладеннями нижнього крейдового періоду, зокрема, з ачимівською товщею (нижня частина неокому), нафтогазоносність якої встановили за півтора десятки років після відкриття Самбурзького родовища.
Залишкові запаси станом на початок 2016 року становлять:
- за російською класифікаційною системою за категоріями АВС1+С2 — 176 млрд.м3 газу, 24 млн.т конденсату та 12 млн.т нафти;
- за міжнародною класифікацією SEC — 57 млрд.м3 газу, 6 млн.т конденсату та 1 млн.т нафти.

## Розробка
Розробку родовища, що почалась у 2012 році, веде компанія «Арктикгаз», якою володіє «Сєвєренергія» (знаходиться під контролем «Газпромнафти» та «Новатеку»).
Видача продукції відбувається по газопроводу завдовжки 46 км та діаметром 1000 мм, під'єднаному до інфраструктури унікального Уренгойського родовища. Конденсат транспортується по перемичці до конденсатопроводу Юрхарівське – Пуровський.
Проєктна потужність Самбургського родовища — 7 млрд.м3 газу та 0,9 млн.т конденсату на рік. За 1-й квартал 2016 року видобуто 0,9 млрд.м3 газу і 0,151 млн.т конденсату і нафти.